# 伊莎贝尔·帕特森
伊莎贝尔·帕特森（英語：Isabel Paterson，1886年1月22日—1961年1月10日），加裔美籍记者、小说家、政治哲学家，同时代重要的文学批评家。和罗斯·怀尔德·莱恩与安·兰德一起掀起了美国现代自由意志主义运动，被称为自由意志主义三女杰。莱恩和兰德都承认在思想上受到过帕特森的启蒙。
帕特森最著名的作品莫过于她在1943年出版的著作《机器之神》，这是一本讲述政治哲学、经济和历史的专著，书中得出的结论和拥护的信仰被许多自由意志主义者誉为他们哲学的根本。
她的传记作家斯蒂芬·D·考克斯在2004年写就的传记里相信帕特森是“我们今天已知最早的自由意志主义先驱”。安·兰德在1940年代写的一封信里说《机器之神》对资本主义的意义不亚于《资本论》对共产主义的意义和《圣经》对基督教的意义。”

## 生平
帕特森生于加拿大安大略湖马林图尼岛的乡村，早年名叫“伊莎贝尔·玛丽·鲍勒”（Isabel Mary Bowler），她年幼时全家搬到了西部，在艾伯塔的养牛牧场长大。帕特森的家庭相当贫穷，她有八个兄弟姐妹。她的求知欲十分旺盛，基本上自学成才，只在公共学校进行过短暂和非正式的学习：11到14岁时在一所乡村学校学过3年。在少年时代末期，小鲍勒离开牧场去了卡尔加里市，在加拿大太平洋铁路谋得了一份文职工作。她在青少年时期干过女服务员、速记员和记账员，曾一度做过未来成为加拿大首相的贝内特的助理。
坎坷的青少年经历让帕特森高度重视高效的“自立者”（self-starter）。虽然本人善于表达、博览群书而且博学，她受过的教育却极为有限，这是她和罗斯·怀尔德·莱恩共同的经历。
在1910年，时年24岁的鲍勒与加拿大人肯尼斯·帕特森结婚。这场婚姻很短暂，也不幸福，双方在1918年分居。正是在这几年里，帕特森越过南部边界，在华盛顿州斯波坎市成功获得了一份报纸工作，为《内陆先驱报》工作。起先她任职于先驱报的业务部，不过后来被调到了编辑部，从此开始了她的记者生涯。她的下一份工作是在英属哥伦比亚省的温哥华，她写了两年的戏剧评论。

### 写作和文学评论生涯
在1914年，帕特森开始向出版社投递最初的两本小说：《鹊巢》和《影子骑士》，但是没有获得成功。直到1916年她的的第二本小说《影子骑士》才被约翰莱恩出版社采纳和出版，随后在《鹊巢》于1917年出版。
在第一次世界大战以后，帕特森搬去了纽约，她在那里为雕塑家勃格兰姆·古松工作。当时他正为圣约翰神明大教堂创造雕像，后来他会在拉什莫尔山雕刻石雕像。那时帕特森也为纽约的《世界》和《美国人》杂志撰写文章。
在1921年，帕特森成为了伯顿·拉斯科的助手，作为《纽约论坛报》的新文学编辑，后来报纸改名为《纽约先驱论坛报》。在长达25年的时间里，从1924到1949年，她一直为论坛报图书版块的一个专栏撰写评论文章（署名“I.M.P”）。帕特森成为了纽约和同时代最有影响力的文学批评家之一。当时正值美国文学世界大扩张的时代，她介绍了当时崛起的一代，包括了海明威、菲茨杰拉德、帕索斯及其他许多作家，介绍了美国黑人的哈林文艺复兴运动，还有欧洲移民大浪潮的第一代美国后裔。帕特森在1928年成为了美国公民，时年42岁。
帕特森因在专栏里表露出锋利的才智和敢于点破皇帝的新衣而招致了评论界的恶名，她最初也是利用专栏明确表达了自己的许多政治观点，最终汇集成了《机器之神》。她的思考，尤其是对自由贸易的思考，也出现在了她在1920年代和1930年代的历史小说里。帕特森反对绝大多数的经济政策，比如美国总统罗斯福在大萧条期间推动的罗斯福新政。她支持政府较少干预社会和经济事务。

### 帕特森和安·兰德
在1930年代末，帕特森领导了一个由年轻作家组成的团体，他们中的许多人并不是先驱论坛报的员工，和她抱着同样的观点。其中的一位就是年轻的安·兰德。由经她们的许多次讨论，后世认为是帕特森传授了安·兰德关于美国历史和美国政府的知识，而兰德也为《机器之神》贡献了许多想法。
帕特森相信兰德的“伦理”是一个独特贡献，1940年代在给兰德信中，她写道：“您还是不知道您的思想是‘全新’的。那不是尼采或麦克斯·施蒂纳的......他们所谓的‘伦理利己主义’全是在那里绕圈子——你的伦理利己主义是一个实体，一个个人，一个活生生的生物在具体世界里运作的方式。” 
帕特森和兰德互相推荐对方的著作，在数年里有过相当密切的书信往来，她们经常触及宗教和哲学话题。作为一个无神论者，兰德批评自然神论者帕特森企图把资本主义与宗教关联的做法。兰德相信资本主义无法和宗教兼容，两人进行了长篇的争论。在1948年一次激烈的争论后她们中止了书信往来。帕特森曾拜访过兰德在加利福尼亚的住所，但是在那次拜访中，帕特森对兰德的其他客人，作家莫里·里斯金德的评论和对商人威廉·马伦多尔的粗鲁态度导致兰德对帕特森的幻想破灭。
《机器之神》和安·兰德的小说《源泉》和罗斯·怀尔德·莱恩的《发现自由》在1943年同一年出版，这一年是标志性的一年。艾尔伯特·杰伊·诺克记下，莱恩和帕特森的著作是“本世纪美国仅有的个人主义哲学思想著作”。两个女人“向这个时代的男性世界揭示了如何进行根本性的思考......她们没有绕来绕去，每一击都是正中靶心”。记者约翰·张伯伦认为自己最终会从社会主义皈依到他所称作的“旧美国哲学”（自由意志主义和保守主义思想），要归功于帕特森、莱恩和兰德。

### 晚年生活
帕特森通过书信往来影响了二战后崛起的一代美国保守主义者，1940年代和罗素·柯克，1950年代和小威廉·巴克利。巴克利和柯克一起创办了《国家评论》杂志，帕特森也一度为杂志写过文章。
帕特森在退休后，拒绝参加美国的社会保障体系，没有领取过联邦政府的养老金。
她去世后，安葬于新泽西州伯灵顿的圣玛丽主教教堂墓地。

### 名句引用
- 世上大多数伤害都是由善良人们制造的，并不是由于他们的事故、过失或疏忽所造成，而正是他们蓄意造成的结果。他们长久以来一直受到崇高目标的驱使，向着高尚的结局前进......当成百万人被屠杀，当囚犯被残忍虐待，当苍生遭遇人为的饥荒，当镇压成为了一种政策，就像当今世界很多地方正在做的那样，就像过去的历史中常常发生的那样，这样的命令一定是由许多善良的人所发出，而且即使他们亲手造成了这种种灾难，他们也认为这是一个值得付出的代价。——《机器之神》

## 著作
- 1916，《影子骑士》（The Shadow Riders）（在线阅读： e-book （页面存档备份，存于））
- 1917，《鹊巢》（The Magpie's Nest）（在线阅读：e-book）
- 1924，《歌唱季节》（The Singing Season）
- 1926，《第四女王》（The Fourth Queen）
- 1930，《众神之路》（The Road of the Gods）
- 1933，《绝不问结果》（Never Ask the End）（在线阅读： e-book （页面存档备份，存于））
- 1934，《金色虚荣》（The Golden Vanity）
- 1940，《如果被证明是晴天》（If It Prove Fair Weather）
- 1943，《机器之神》（The God of the Machine）（在线阅读： e-book （页面存档备份，存于））
- 未出版作品：《欢乐加尔》（Joyous Gard）（1958年完稿）

传记：
- 斯蒂芬·考克斯，2004年，《女性和发电机：伊莎贝尔·帕特森和美国理念》
- 大卫·贝托和琳达罗斯伊特·贝托，“伊莎贝尔·帕特森、罗斯·怀尔德·莱恩，和佐拉·尼尔·赫斯顿论战争、种族、政府，和自由”，《独立评论》，2008年春季